# QFD
QFD (акроним от англ. Quality Function Deployment), или структурирование (развертывание) функции качества — метод принятия решений, использующийся в разработке товаров или услуг. QFD помогает организации сосредоточить внимание на важнейших характеристиках новых или существующих товаров или услуг с точки зрения отдельного клиента, сегмента рынка, компании или технологии развития. Результатами применения методики являются понятные схемы и матрицы, которые могут быть повторно использованы для будущих товаров либо услуг. Один из инструментов бережливого производства.

## Описание
QFD трансформирует потребности клиентов («голос клиента») в инженерные характеристики продукции, расставляет приоритеты для каждого продукта или услуги и одновременно определяет задачи в области развития продукции или услуги.
Основа QFD — построение фигурной матрицы, названной в соответствии со своей формой «Дом качества», в рамках которой фиксируется информация о качестве продукта и принимаемых решениях:
- центральная часть дома — это таблица, столбцы которой соответствуют техническим характеристикам, а строки потребительским. В клетках отмечается уровень зависимости, если она есть. Крышу дома представляют сведения о корреляции между техническими характеристиками;
- левое крыло — столбец приоритетов пользовательских характеристик. Правое крыло — таблица рейтингов потребительских характеристик (с точки зрения пользовательского восприятия) для существующих на рынке подобных продуктов;
- подвал дома содержит результаты анализа технических характеристик конкурирующих продуктов, результаты выработки стратегии изменения технических характеристик своего продукта (планируемые показатели для первоначальной разработки), оценки абсолютной и относительной важности.

Предпосылками QFD являются маркетинговые исследования, определяющие, что хочет пользователь, насколько важны те или иные качества (левое крыло, шаги 1 и 2), а также, как решают подобные проблемы другие поставщики (правое крыло, шаг 3). Каждому продукту, включая свой текущий, наших конкурентов, свой перспективный по каждому требованию присваивается рейтинг. Рейтинг для перспективного продукта выбирается из следующих соображений:
- если требование имеет высокий приоритет, и в текущем продукте оно ниже, чем в конкурирующих, необходимо поставить цель добиться, уровня лидирующих на рынке продуктов;
- если требование имеет высокий приоритет и текущий продукт лидер на рынке в этом отношении, то, по крайней мере, сохранить уровень;
- если требование имеет низкий приоритет, возможно сохранение или даже уменьшение текущего уровня.

После определения набора технических характеристик (шаг 4), заполняется центральная часть дома — определяются зависимости между потребительскими и техническими характеристиками (шаг 5). На шестом шаге анализируется уровень реализации в конкурирующих продуктах. После анализа взаимной корреляции технических характеристик (шаг 6), исходя из полученных сведений, формируются целевые показатели для разрабатываемого продукта (шаг 7).
Наконец для сопоставления значимости технических характеристик (шаг 8), формируется общая значимость, как сумма, в которой каждой непустой клетке в столбце матрицы зависимостей сопоставляется произведение приоритета соответствующего пользовательского показателя на уровень зависимости.
QFD позволяет в компактной форме представить данные о разнообразных характеристиках продукта, а также отследить их влияние на принимаемые технические решения. В развернутом виде QFD включает четыре фазы, и на каждой из них строится свой дом качества. После преобразования потребительских характеристик в технические, последние преобразуются в характеристики компонентов и далее — в характеристики процессов и в характеристики контроля продукта.